# 希腊罗马地理学辞典
《希腊罗马地理学辞典》是由英国学者威廉·史密斯所編辑系列辞典中的最后一部，初版發行于1854年，最近一次再版于2005年，被收录作为《希腊罗马古迹辞典》和《希腊罗马传记与神话辞典》的姊妹作。
史密斯在本辞典前言中阐明：“此地理学辞典……旨在厘清那些希腊罗马作家，并使勤勉的学生得以最有益的方式阅读他们。”
本书在部头庞大的两卷中列出了所有重要国家、地区、村镇、城市，以及曾在希腊罗马文学中出现过的地理特写，而曾独为《圣经》所提及的部分也在书中得以详尽阐述。